# 宇宙戦艦ヤマト 黎明篇
『宇宙戦艦ヤマト 黎明篇』（うちゅうせんかんヤマト れいめいへん）は、2021年から刊行されている「宇宙戦艦ヤマトシリーズ」の小説。ヤマトシリーズ初の完全オリジナルストーリーの小説となる。

## 概要
元々は公式ファンクラブ「ヤマトクルー」が発行している会報誌『ヤマトマガジン』において、Vol.5 - Vol.9（2019年11月 - 2020年11月）の期間に連載されていた『アクエリアス・アルゴリズム 宇宙戦艦ヤマト復活篇 第0部』という小説を、連載終了後に一部改稿したうえで書籍化したもの。
『宇宙戦艦ヤマト 復活篇』の前日談にあたり、『宇宙戦艦ヤマト 完結編』とのミッシングリンクを繋ぐ作品となっている。
三部作構想であり、2024年現在は第1部「アクエリアス・アルゴリズム」、第2部「マリグナント・メモリー」が発売されている。

## ストーリー

### 第1部 アクエリアス・アルゴリズム
西暦2215年。水惑星アクエリアスによる地球水没の危機、そしてそれを宇宙戦艦ヤマトが自爆によって防いだ「アクエリアス事変」から12年の年月が過ぎた。
ある日、古代進は真田志郎から、アクエリアス氷球内にヤマトらしき反応があったという報せを受ける。本来であれば自爆の際に消滅していても不思議ではないヤマトが残っているという事実を受け、古代達はアクエリアス氷球へと赴く。
しかしそこではディンギル帝国の残党軍が活動していた。古代達は既の所でアクエリアス氷球で密かに活動していた大村耕作の破氷船「氷華」に救われ、氷の奥深くに眠るヤマトへと辿り着き、第一艦橋の沖田十三の亡骸と対面する。
一方、ディンギル残党軍はかつての自分達の拠点である都市衛星ウルクを、アクエリアス氷球に衝突させ、両者の構成物質の化学反応によって引き起こされる大爆発で地球を葬り去ろうとしていた。その事実を知った古代達は、ディンギルの企みを阻止するべく行動する。氷華の力でアクエリアス氷球に即席の波動砲を作り上げ、ヤマトの波動エンジンからのエネルギーを使った波動砲によってウルクは消滅し、地球は救われる。
事件後、古代は軍を退役し、非政府・非営利の「銀河難民救助隊」を設立し、宇宙にいる困窮する人々を救援するため旅立った。一方真田は、地球にはヤマトが必要であると痛感し、ヤマト再建を決意するのだった。

### 第2部 マリグナント・メモリー
西暦2217年。ヤマト再建計画が進められている中、地球へ迫る謎の天体の存在が感知される。それは巨大な移動性ブラックホールだった。真田や雪はこの危機への対応策を講じていく。
一方、ボラー連邦領で活動を続けている銀河難民救助隊は、ボラーの船団を襲うガルマン・ガミラス艦に遭遇する。その艦内には、かつてヤマトと戦って戦死したはずのガルマン・ガミラス帝国のダゴン将軍の姿があった。さらにその後、ボラー連邦は同時多発的に惑星破壊ミサイルに襲われ、3つの有人惑星が破壊される。ダゴンの存在を知らないボラー連邦はガルマン・ガミラス帝国による休戦協定違反であると判断し、第二次銀河系大戦勃発の危機に見舞われる。銀河難民救助隊は戦争を回避するべく行動し、辛うじてダゴンの企みを阻止することに成功するが、進が重傷を負いブラックホールに墜ちてしまう。しかし、地球、ガルマン・ガミラス、ボラーの三国の協力により、進は救われた。
第二次銀河系大戦の危機は去ったが、進は意識不明のままであり、政治的判断からそのことは機密事項となった。雪は美雪にAIで作られた偽者の進を会わせるが、偽の進との会話によって美雪は父に裏切られたと思い、強い不信感を持ってしまう。
また、ダゴンを操って第二次銀河系大戦を引き起こし、ボラー連邦の気勢を削ごうとしていた黒幕は、自身が支配する星間国家連合の勢力拡大を着々と進めていた。

## 登場人物

### 『完結編』以前からのキャラクター
古代進（こだい すすむ）
ヤマトシリーズの主人公にして、元宇宙戦艦ヤマト戦闘班長。
ベルライナ事件での命令違反の責任を取って予備役になっている。人々を救いたい想いと軍人としての立場の板挟みになっていたが、第1部にてある程度答えを見出し、「銀河難民救助隊」を設立するに至る。
古代雪（こだい ゆき）
ヤマトシリーズのヒロインにして、元ヤマト生活班長。
第1部終盤にてドレッドノート級主力戦艦「ディアナ」の艦長に就任。第2部ではディアナから退艦し、波動実験艦ムサシの艦長に就任する。
真田志郎（さなだ しろう）
元ヤマト工作班長。本作では第1部で科学局の副長官、第2部で長官に就いている。
第1部ではアクエリアス氷球へ向かった古代達のサポートを行う。第2部ではヤマト再建計画を推し進める一方で、カスケード・ブラックホールへの対応も進めている。
太田健二郎（おおた けんじろう）
元ヤマト航海班レーダー科チーフ。本作では地球防衛軍の参謀次長まで出世している。書籍化にあたって登場シーンが大幅に追加されている。
南部康雄（なんぶ やすお）
元ヤマト戦闘班砲術科チーフ。本作では退役して実家の南部重工業を継いでいる。
藤堂義一（とうどう ぎいち）
元ヤマト通信班長。『ヤマトIII』で出会った藤堂平九郎の孫娘である晶子と結婚し、藤堂家に婿入りしている。本作では外務省の職員として働いている。
加藤四郎（かとう しろう）
元ヤマトのコスモタイガー隊隊長。本作ではコスモパルサーに乗っており、ブルーノアの試験飛行隊を指揮する。
藤堂平九郎（とうどう へいくろう）
元地球防衛軍司令長官。本作では隠居している。隠居してなお各方面への影響力を持っている。
徳川太助（とくがわ たすけ）
元ヤマト機関部員、後の新生ヤマト機関長。
第1部では古代達とともにアクエリアス氷球に赴く。第2部では月面基地司令官に就任し、ヤマト再建計画を指揮する。
『ヤマトIII』で登場した京塚ミヤコと結婚している。
北野哲（きたの てつ）
『新たなる旅立ち』でヤマトに乗艦した航海班の新人。
第1部では古代達とともにアクエリアス氷球に赴く。第2部では雪からディアナ艦長の任を引き継ぐ。
坂本茂（さかもと しげる）
『新たなる旅立ち』でヤマトに乗艦したコスモタイガー隊の新人。『完結編』の後、古代の部隊に所属していたが、ベルライナ事件によって太陽系外周に設定されたアステロイドベルト基地群の一つ「ステーション・シラサギ」へ左遷された。
第2部では部下の牧敬志郎（まき けいしろう）などとともに銀河難民救助隊に所属している。
島次郎（しま じろう）
元ヤマト航海班長島大介の弟。第1部では科学局のインターン生、第2部では波動実験艦ムサシのクルーになっている。
水谷英司（みずたに えいじ）
『完結編』において駆逐艦「冬月」の艦長として、自沈に向かうヤマトから退艦した乗組員を収容した人物。
本作では第一空間機動艦隊の次席指揮官であり、戦艦山城の艦長も務めている。開拓惑星オーダーに出現したディンギル艦隊に対応するべく出撃し、艦隊司令である塙龍之介（はなわ りゅうのうすけ）が戦死した後は指揮を引き継ぐ。
「英司」という名前は本作で追加されたもの。
サイモン教授 / 黒田博士
『ヤマトIII』序盤に登場した、宇宙物理学の教授と太陽エネルギー省の局長。同作でサイモン教授が唱えた太陽異常の警鐘を黒田博士が否定し、彼を教授職解任にまで追い込んだという因縁がある。
本作ではサイモンが名声を得ている一方で、黒田は失脚している。しかし、黒田はそこで腐らず一介の研究者として活動を続けており、本作でサイモンと和解する。
坂巻浪夫（さかまき なみお） / 仁科春夫（にしな はるお）
『ヤマトIII』にて初登場したヤマトの第一主砲塔キャップと砲手。
第2部で新生ヤマトのクルー選定を行っている。
赤城大六（あかぎ だいろく） / 板東平次（ばんどう へいじ） / 雷電五郎（らいでん ごろう） / 幕之内勉（まくのうち つとむ）
『ヤマトIII』にて初登場したヤマトクルー（それぞれ機関部員、工作班員、航海班員、生活班炊事科キャップ）。
第2部でヤマト再建に携わっている。
佐渡酒造（さど さけぞう）
元ヤマト艦医。現在は佐渡フィールドパークを経営している。
アナライザー
元ヤマト分析ロボット。現在は佐渡フィールドパークで暮らしている。
沖田十三（おきた じゅうぞう）
かつてヤマト艦長を務めた人物。『完結編』にて自沈するヤマトと運命を共にした。今なお古代を始めとするヤマトクルーの尊敬を集めている。
デスラー
ガルマン・ガミラス帝国の総統。
タラン
デスラーの副官を務める男。本作でも引き続きデスラーに付き従っている。
ガイデル
『ヤマトIII』に登場したガルマン・ガミラス帝国軍人。同作にて東部方面軍総司令としてヤマトと戦った。
本作では銀河系総督の任に就いている。
ダゴン
『ヤマトIII』に登場したガルマン・ガミラス帝国の軍人で、ヤマトと交戦した。
同作で戦死したが、〈重力思考体〉によって復活する。

### 『復活篇』のキャラクター
第2部時点で、郷田実と電算室クルーを除き地球人ネームドキャラクターは全員何かしらの形で登場している。
古代美雪（こだい みゆき）
進と雪の一人娘。
大村耕作（おおむら こうさく）
後の新生ヤマト副艦長。本作で古代との出会いが描かれる。
元は地球防衛軍の技術士官で、開拓惑星ボギーニャの警備艦隊旗艦の艦長を務めていた。しかし、ディンギル残党軍によるボギーニャの大虐殺によって妻子を含めたボギーニャの住民ほぼ全てを失い、ディンギルへの復讐を決意する。
第2部では銀河難民救助隊に所属する。
折原真帆（おりはら まほ）
後の新生ヤマト電算室新チーフナビゲーター。本作で古代との出会いが描かれる。
上条了（かみじょう りょう）
後の新生ヤマト戦闘班長。本作では宇宙戦士訓練学校に通っている。第2部で新生ヤマトのクルー選定のため、VR戦闘による試験を受けるが、血気盛んな性格が災いして敗北。その性格が不適格と判断され、クルーの選定から外される。
桜井洋一（さくらい よういち）
後の新生ヤマト航海班レーダー担当。本作ではまだ商船学校に通っている。第1部終盤にて「銀河難民救助隊」への参加を志願したが、古代に諭され、商船学校で学び続けることを決める。
小林淳（こばやし じゅん） / 天馬走、翔（てんま そう、しょう） / 木下三郎（きのした さぶろう） / 中西良平（なかにし りょうへい）
後の新生ヤマトクルー。第2部でヤマト再建計画に関わる。
佐々木美晴（ささき みはる）
後の新生ヤマト艦医兼パイロット。本作ではコスモパルサーの新人パイロットとして第1部終盤で開催された式典に参加する。また、理雨という姉がいることが判明しており、本作では彼女の方が出番が多い。
メッツラー
SUS国の代表。
イリヤ / パスカル
アマール国の女王と将軍。

### 本作オリジナルキャラクター
パピライザー
古代家にいるロボット。語尾に「パピ」を付けて話す。美雪と非常に仲が良い。
アナライザーの直系で、アナライザーとは親子関係にある。
第2部では銀河難民救助隊に所属する。
佐々木理雨（ささき りう）
真田の補佐官。佐々木美晴の姉。
邦枝慎吾（くにえだ しんご） / 小野寺克己（おのでら かつみ） / 結城鋼次（ゆうき こうじ）
氷華のクルーで、ボギーニャの大虐殺の生き残り。邦枝は大村と同じボギーニャの警備艦隊に所属していた航空士官、小野寺は氷華のテストクルー、結城は氷華に乗っていた地質学者。
第2部では大村と同様、銀河難民救助隊に所属する。
塙龍之によると名前の由来は『日本沈没』の登場人物。
青柳倫吾（あおやぎ りんご）
空間騎兵隊隊長。真田の依頼を受けた太田の手配により、アクエリアス氷球の古代達を救助するべく出撃する。
第2部では銀河難民救助隊に所属する。
サルゴン
ディンギル残党軍の総帥で、かつては大神官大総統ルガールの参謀を務めた男。息子のグティを始めとする生き残りの同胞とともに残党軍としてテロ活動を続けており、その胸中には地球への復讐心がある。
オリガ / ヤーノシュ
第2部にて登場するボラー連邦の人物。オリガは開拓惑星ブイヌイの自治委員会長を務めるボラー人、ヤーノシュはブイヌイが所属する自治管区政府により送り込まれたガルマン人難民団のリーダー。
食糧危機が原因のボラー人とガルマン人の対立に頭を悩ませている。
キニスキー
第2部にて登場するボラー連邦領の惑星ノヴァースの知事。バース人。銀河難民救助隊に協力的。
塙龍之によると名前の由来はプロレスラーのジン・キニスキーだが、彼自身が由来というわけではなく、ラム艦長→ラム酒→酒→ジン→ジン・キニスキー→キニスキーという連想から来たものであるとされる。
ロジェストフ
第2部にて登場するボラー連邦軍の元帥。銀河系大戦の頃からいくつもの戦場を潜り抜けてきた宿将で、ガイデルとは当時からの宿敵ともいえる関係。
塙龍之によると名前の由来は日露戦争（日本海海戦）時のロシア帝国海軍バルチック艦隊の司令長官ジノヴィー・ロジェストヴェンスキー、デザインは同・副司令官のドミトリー・フェルケルザムが元となっている。
〈重力思考体〉
本作の黒幕。その正体は異次元空間が、重力による思考回路を手に入れることで意思を持った存在。四次元宇宙（地球などが存在する宇宙）から伝わってきた重力に含まれる情報を入手でき、膨大な知識量と無限に近い思考力を有する。
自分が生まれた理由探しを行っており、その方法としてガルマン・ガミラス帝国とボラー連邦の銀河系大戦などを参考に、「戦い奪う」ことを実践している。なお、四次元宇宙で活動するにあたって、とある人物に憑依している。

## 登場メカ

### 地球連邦
下記のほか、中型雷撃艇やコスモガンなども登場する。
宇宙戦艦ヤマト
ヤマトシリーズの主役艦。現在はアクエリアス氷球の中で眠っている。
宇宙破氷船 氷華
第1部の主役艦。大村達が乗船し、アクエリアス氷球にて活動していた。
元々は極寒の惑星である惑星ボギーニャでより効率的に開拓を進めるために開発された船で、特殊なフィールドを展開して周囲の氷を溶かして氷内を移動することが可能。ボギーニャの大虐殺ではテスト運用で氷の下にいたため、被害を免れた。
「氷華」という名前は大村が名付けたもので、由来はボギーニャの大虐殺で死亡した彼の娘の名。
特殊救難艦 オリオン
第2部の主役艦。非政府・非営利組織「銀河難民救助隊」の母艦。オリオンの名は第一作第12話で雪が願いを掛けたオリオンの三つ星に由来する。
軍から払い下げられたパトロール艦をベースに改装された艦。艦首砲を始め武装が削減されている一方で、両舷に飛行甲板を追加しており、コスモタイガーIII3機、コスモタイガーII3機、コスモゼロ1機、上陸用舟艇4機、救命艇4機、特殊探索艇1機、救助用円盤型ヘリコプター12機、アストロバイク多数という多様な搭載機を有している。
さらに飛行甲板の下には単独で航行可能な貨物船「ゆき」「かぜ」がドッキングしている。
波動実験艦ムサシ
第2部に登場。森雪が艦長を務め、カスケード・ブラックホールの調査に行く。搭載した8隻の「波動実験艇」との連携によって「タキオン望遠鏡」という天体観測システムを構築することが可能で、光すらも逃さないブラックホールの分析に貢献する。
高速連絡艇
第1部にて古代達がアクエリアス氷球に向かう際に使用した機体。『永遠に』で古代達が地球から脱出するのに使用した機体と同型。
アストロバイク
第一作第3話にて1シーンだけ登場した「アストロバイク」の派生機。
第1部にて北野と徳川がアクエリアス氷球での移動するのに使用される。
強襲揚陸艦 騎竜
第1部に登場。『さらば』『ヤマト2』の巡洋艦を改造した、空間騎兵隊の母艦。上陸用舟艇を搭載している。
コスモタイガーIII
本作オリジナルメカ。コスモタイガーIIの後継機として開発された機体。しかし、性能アップのため航続距離や操縦性、コンパクトさなどを犠牲にしてしまったため、扱いにくい機体となり、後続のコスモパルサーに取って代わられる。
第1部ではアクエリアス氷球へ迫るウルク岩盤を迎撃するために、ドリルミサイルを搭載して出撃する。第2部ではオリオンに3機搭載されている。
戦艦
『完結編』時代の主力艦。開拓惑星オーダーを襲撃してきたディンギル艦隊の迎撃に出撃する。
スーパーアンドロメダ級戦艦 / ドレッドノート級主力戦艦
『復活篇』時代の主力艦。開拓惑星オーダーを襲撃してきたディンギル艦隊の迎撃に出撃する。
戦略戦闘空母 ブルーノア
地球防衛軍の次期総旗艦。第1部時点では公試航行中となっている。試験飛行隊としてコスモパルサーを搭載している。開拓惑星オーダーの戦闘に援軍として駆け付け、その性能を以てディンギル艦隊を圧倒する。
波動カートリッジ弾 / 空間磁力メッキ
第1部にてウルク岩盤を迎撃するため、即席の波動砲を作るのに使用される。

### ディンギル残党軍
ウルク岩盤
都市衛星ウルクの欠片で、ディンギル残党軍の拠点。
ガルンボルスト / 中型戦艦
ディンギル残党軍の主力艦。地球連邦の開拓惑星オーダーを襲撃する。
ロボットホース
ディンギル残党軍がアクエリアス氷球での活動で使用する馬型ロボット。
ディンギルチャリオット
本作オリジナルメカ。一人乗り攻撃型円盤2機に小型化したニュートリノビーム砲を載せて、4機のロボットホースで牽引する兵器。
水雷艇
惑星ボギーニャにて市民をハイパー放射ミサイルで虐殺した。
大型戦闘機 / 小型戦闘機 / 岩石ロケット
ウルク岩盤を迎撃に出撃してきたシラサギ航空隊を強襲する。
ブラックホール砲
ディンギル残党軍が運用する兵器。ガルンボルストを改造した「ガルンボルスト改」に搭載されている。
本来はボラー連邦の決戦兵器であり、ディンギル残党軍が手に入れられるはずがない代物なのだが、彼らを支援する存在によって入手する。その威力は本家のものよりも優れている。

### ガルマン・ガミラス帝国
現役のガルマン・ガミラス兵器のほか、銀河交叉の際に廃棄された兵器も登場する。
銀河系総督府
かつての東部方面軍前線司令部を転用したもので、現在のガルマン・ガミラス帝国の銀河系内における活動拠点。
大型戦闘艦
ガルマン・ガミラスの主力艦。
惑星破壊プロトンミサイル
ガルマン・ガミラスの戦略兵器。
ハイパーデスラー砲艦
本作オリジナルメカ。

### ボラー連邦
ゼスパーゼ級機動要塞 ゼスポール
機動要塞ゼスパーゼの同型要塞。

## 登場勢力
地球連邦
『完結編』冒頭の大災害「銀河交叉」の影響を受けずに済んだため他の国よりは比較的安定しているが、銀河系自体がテロと紛争が頻発する不安定な情勢のため、その対処に苦悩している。
ガルマン・ガミラス帝国との取引により、同国の移民支援と残留者保護を国家政策として打ち出しており、その政策の副産物として他国との交友関係も拡大している。
銀河難民救助隊（インターステラーレスキューネットワーク）
第1部終盤にて古代進により設立された、人道支援を目的とする非政府・非営利組織。

ディンギル残党軍
第1部で敵対する勢力。『完結編』で登場した同名の国の残党。地球とガルマン・ガミラスに対して憎悪を抱いており、両国領内でテロ活動を続けている。
ガルマン・ガミラス帝国
銀河交叉により甚大な被害を受けたため、ボラー連邦と休戦。「マゼラン・エクソダス」という大疎開計画を実行し、国家ごとマゼラン星雲へと移住する。
銀河系に残留することを選んだ国民もいたため、保護機関として銀河系総督府を設置したほか、友好国であり地球連邦へも保護政策への協力を依頼している。
ボラー連邦
ガルマン・ガミラス帝国と同様、銀河交叉で甚大な被害を受け、現在は復興の真っ最中。
多民族国家であり、ボラー人やバース人だけでなく、ガルマン人も多数所属している。
惑星ブイヌイ
鉱物資源採集を目的に開拓されている惑星。所属する自治管区政府によって大量のガルマン人難民が送り込まれた矢先、人工太陽の故障により深刻な食糧危機に見舞われる。人口は約5万人で、ボラー人とガルマン人がおおよそ2:3の割合となっている。
惑星ノヴァース
ボラー連邦の新政権により、母星を失ったバース人に与えられた新たな母星。銀河難民救助隊のボラー連邦領での活動拠点となっている。

大ウルップ星間国家連合
大ウルップ星域にて勃興した連合。第2部時点ではまだボラー連邦に対抗できるほどの力こそ無いが、着々と勢力を伸ばしている。
SUS
星間国家連合の盟主。元々は様々な問題を抱えた小規模な惑星国家だったが、〈重力思考体〉に国家の中枢を乗っ取られ、強大な軍事国家へ急成長を遂げた。〈重力思考体〉の方針により、戦い奪うことを国是としている。
アマール
地球連邦がガルマン・ガミラス市民の保護政策を行う中で新たに接触し友好関係を結んだ惑星国家。
第2部の終盤で星間国家連合に加盟する。

## 用語
銀河交叉
『完結編』冒頭で発生した銀河同士が衝突する大災害。当時多くの星々が被害を受け、さらに衝突の余波が数十年先まで続く見込みとなっており、現在も銀河系の人々を混乱に陥れている。
アクエリアス事変
『完結編』にてディンギル帝国によって引き起こされた事件で、同作のメインストーリーとなる出来事。ディンギル帝国が水惑星アクエリアスの水で地球を水没させ、地球人類を絶滅させようとした。詳細は当該作品の記事を参照。
アクエリアス氷球 / アクエリアス氷塊
アクエリアス事変において、アクエリアスの水をヤマトが自爆して断ち切った後、行き場を失った大量の水が冷え固まってできた天体。
当初は球体をしていたが、第1部終盤にて大きく形が崩れ、『復活篇』で登場した姿の氷塊へと変貌した。

銀河系大戦
『ヤマトIII』において行われていたガルマン・ガミラス帝国とボラー連邦の二大国による大規模星間戦争。銀河交叉により両国が被害を受けたため、現在は休戦中。
ベルライナ事件
西暦2212年に惑星ベルライナにおいて、ガルマン系住民とボラー系住民の対立によって勃発した内戦。数えきれないほどの命が失われた悲劇として多くの人々の記憶に残っている。
また、この内戦に古代の部隊が介入してしまったことで国際問題になりかけ、古代は予備役へと左遷された。
ボギーニャの大虐殺
西暦2213年に地球連邦所属の開拓惑星ボギーニャがディンギル残党軍の襲撃を受け、10万人いた入植者が全滅した事件。
カスケード・ブラックホール
第2部で登場した謎の天体。最初は「UGR」（Unknown Gamma Ray = 未知のガンマ線源）と呼称されており、中盤で「カスケード・ブラックホール」と名付けられる。
太陽から0.33光年（定義にも依るが太陽系内）に存在している。重力が特定方向へ指向する構造をしており、重力子の放射が推力になることで、光速の10パーセントというスピードで移動している。また、重力が特定方向に限定されているため、太陽系内に存在する超質量天体でありながら他の天体への影響がほぼ無く、そのせいで発見も遅れた。

## 製作
本作は将来的に制作される可能性のある『復活篇』の第2部、第3部に向けた道筋を作ることを目的として企画された。そして、気鋭の作家である高島雄哉へと執筆が依頼された。
当初は高島の個人的解釈に基づく物語であり、構想されていたのも登場人物が古代一家ほか数名のみの小さなスケールの物語だった。しかし、高島が自分一人だけの知識だけでの執筆に不安を覚えたため、スタッフの配慮により当時『2202』『2205』でヤマト制作に関わっていた岡秀樹に第1稿を送付。岡が一読した結果、高橋の不安通り、オリジナル作品としてなら非の打ち所がないが、ヤマトシリーズの正史に組み込むにはまだ課題があるという判断となった。その後、物語のスケールが大きくなるに従い、世界観を構築するための専門チーム「アステロイド6」を結成するに至った。
アステロイド6のメンバーは以下の通り。
- アステロイド1号：岡秀樹（制作推進担当）
- アステロイド2号：我が家の地球防衛艦隊（兵器・戦略・戦術設定担当）
- アステロイド3号：さたびー / 塙龍之（世界観・人物設定担当、第2部著者）
- アステロイド4号：扶桑かつみ（地政学全般の設定考証担当）
- アステロイド5号：西川伸司（メカデザイン・美術設定担当）
- アステロイド6号：高島雄哉（第1部著者）
- アステロイド7号：梅野隆児（イラスト担当）

アステロイド2〜4号の3名は作家活動が本業ではないアマチュアであったが、長年ヤマトシリーズのファン活動を続けており、シリーズに対する知見の深さに頼るため岡がスカウトした。
概要の通り本作は三部作構想であり、それぞれで著者を変更する予定。第2部では第1部で人物設定を担当したさたびーが塙龍之と名を変えて執筆を担当する。

## 既刊一覧
西崎義展（原作）、アステロイド6（協力）
1. 高島雄哉（著）、第1部「アクエリアス・アルゴリズム」、2021年9月27日、ISBN 978-4-04-111500-8
2. 塙龍之（著）、第2部「マリグナント・メモリー」、2024年11月1日、ISBN 978-4-04-115636-0